# Lynchburg, Tennessee
Lynchburg är administrativ huvudort i Moore County i Tennessee. Jack Daniel's berömda destilleri ligger i Lynchburg. Vid 2010 års folkräkning hade Lynchburg 6 362 invånare.